# Giuseppe Gioachino Belli
Giuseppe Gioachino Belli (Roma, 7 de septiembre de 1791 - 21 de diciembre de 1863), fue un poeta italiano, famoso por sus sonetos en romanesco, el dialecto de Roma.

## Biografía
Giuseppe Francesco Antonio Maria Gioachino Raimondo Belli nació en Roma en el seno de una familia perteneciente a la burguesía pobre. Su padre falleció de cólera o de tifus, al poco tiempo de conseguir un trabajo en Civitavecchia. Belli, con su madre y sus dos hermanos se mudaron de regreso a Roma, donde se alojaron en casas económicas en la Via del Corso. Belli comenzó su carrera como poeta componiendo sonetos en italiano, siguiendo una sugerencia de su amigo el poeta Francesco Spada.
Luego de un periodo de estrechez económica en 1816 contrae matrimonio con Maria Conti, proveniente de una familia con una buena posición económica; lo que le permite concentrase en desarrollar su talento literario. La pareja tiene dos hijos. Belli realiza algunos viajes al centro y norte de Italia, donde establece contacto con un mundo literario más evolucionado, y descubre la Ilustración y aires revolucionarios los cuales no existían en Roma, donde una fuerte cohesión social había hecho que la población cuasi anarquista fuera indiferente casi por completo a las ideologías políticas. Fue durante una estadía en Milan donde toma contacto con la rica tradición local de poesía y sátira en dialecto, tal como la estaba modernizando Carlo Porta, y cuyos sonetos locales chispeantes le sirvieron de modelo para escribir sus poemas en dialecto romanos que le darían fama póstuma.
A menudo sus sonetos eran sátiras y anticlericales, como cuando, por ejemplo, definió a los Cardenales como 'ladrones de perros', o al Papa Gregorio XVI como alguien que tenía a 'Roma como su taberna personal'. Sin embargo, las ideas políticas de Belli a lo largo de su vida fueron en gran medida conservadoras. Durante la rebelión democrática de República Romana de 1849 Belli defendió los derechos del papa.

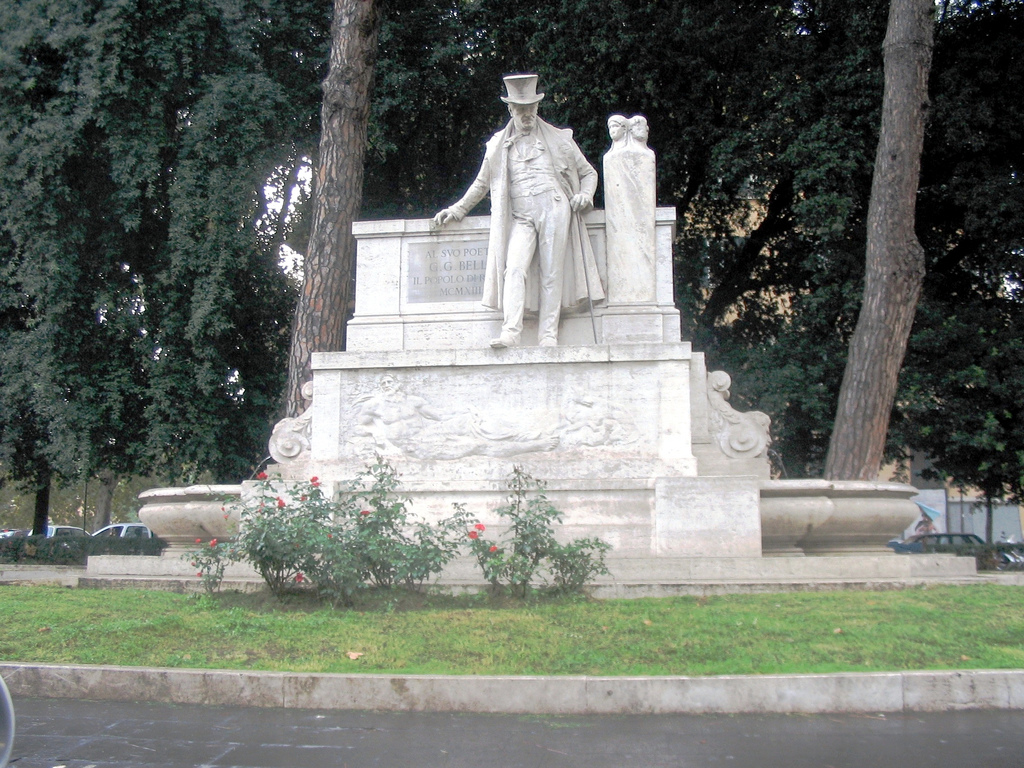
Monumento a Belli en el rione del Trastevere, en Roma.

Luego del fallecimiento de su esposa en 1837, la situación económica de Belli empeoró. En años posteriores Belli perdió gran parte de su vitalidad, y fue desarrollando una acrimonia progresiva contra el mundo que le rodeaba, describiéndose a sí mismo como "un poeta muerto". Ello llevó a que su producción poética se extinguiera y su último soneto en dialecto es de 1849.
En sus últimos años Belli trabajó como censor artístico y político para el gobierno papal. Entre las obras cuya circulación prohibió se encuentran las de William Shakespeare, Giuseppe Verdi y Gioachino Rossini.
Falleció en Roma en 1863. Su sobrino, el pintor Guglielmo Janni, escribió una monumental biografía de Belli en 10 volúmenes, la cual publicó en forma póstuma en 1967.

## Obra
Belli es especialmente recordado por su vívida poesía popular en dialecto romano. Belli escribió 2,279 sonetos que constituyen un invaluable documento que refleja la vida de la Roma papal del siglo XIX y la vida del común del pueblo. Los mismos fueron compuestos en su mayoría en el período 1830–1839. En su mayor parte Belli los mantuvo escondidos, excepto por sus famosos recitados para sus amigos entre los que se contaban  Charles Augustin Sainte-Beuve y Nikolai Gogol y poco antes de su muerte, le pidió a su amigo Monsignor Vincenzo Tizzani que los destruyera. Afortunadamente, el prelado se los dio a Ciro Belli, quien publicó en 1866 una primera selección de los mismos aunque muy mutilados para no ofender los gustos de la época.
Belli llega al dialecto romano desde la lengua italiana, donde es un usuario educado e inteligente del lenguaje, y sus cartas, que se publicaran durante el siglo XX, son muestra de un estilo exquisito en el manejo del italiano durante este período. Belli consideraba a sus sonetos romanos casi como un experimento antropológico, mediante el cual se expresaban la idiosincrasia, experiencias y opiniones de las clases bajas romanas, y su destreza con el dialecto romano es en gran parte producto de un dominio y destreza con el italiano algo que no era muy común en su tiempo.
Hijo de un contable, fue él mismo contable y empleado del gobierno pontificio y, responsable de la censura artística en 1850, hizo prohibir la difusión de las obras de William Shakespeare en Italia. Vivió una existencia tranquila y retirada. En sus últimos años renegó de su poesía por contraria a la religión. Aunque escribió en la lengua oficial italiana bastantes obras, sobre todo adaptaciones de textos sagrados, el descubrimiento de la obra del poeta en dialecto milanés Carlo Porta le resolvió a emprender la parte más interesante y considerada de su obra que está escrita en dialecto romanesco y se agrupa en un volumen que nunca fue publicado en vida de su autor, los "Sonetos romanescos", dos mil doscientos elaborados en dos lapsos relativamente breves, entre 1830 y 1839 y entre 1843 y 1847. Describen la vida, acontecimientos y rincones de Roma como un vasto diario, con frecuencia satírico, de un mundo corrompido. Su estilo es fogoso, violento y desesperado, e intenta recuperar la lengua popular, el lenguaje vivo de las gentes de Roma, escapando del rígido formalismo clásico.

### Traducciones
Selecciones de sus sonetos fueron traducidas en muchos idiomas. Entre ellos figura una traducción de 99 sonetos en español por Luigi Giuliani (2013). Existen también traducciones en francés (Francis Darbousset 2000), alemán (Josef G. Mitterer 2019, Otto E. Rock 1984) y ruso (Solonović). 
La única traducción del texto íntegro es la en inglés por Michael Sullivan (4 tomos, 2016). 
En el año 2006 se publicó una traducción al español de algunos de sus sonetos, "47 Sonetos Romanescos", en versiones de Agustín García Calvo.